# Verfeuil
Verfeuil est une commune française située dans le nord-est du département du Gard en région Occitanie.
Exposée à un climat méditerranéen, elle est drainée par la Cèze, l'Avègue, le Merderis, le ruisseau de Cuiègne et par divers autres petits cours d'eau. La commune possède un patrimoine naturel remarquable : deux sites Natura 2000 (« la Cèze et ses gorges » et les « garrigues de Lussan ») et quatre zones naturelles d'intérêt écologique, faunistique et floristique.
Verfeuil est une commune rurale qui compte 594 habitants en 2022, après avoir connu une forte hausse de la population depuis 1968.  Elle fait partie de l'aire d'attraction de Bagnols-sur-Cèze. Ses habitants sont appelés les Verfeuillois ou  Verfeuilloises.

## Géographie
| Lussan      | Goudargues               | Cornillon La Roque-sur-Cèze |
| Lussan      | Verfeuil                 | Saint-André-d'Olérargues    |
| Fontarèches | Saint-Laurent-la-Vernède | Saint-Marcel-de-Careiret    |

### Climat
Pour des articles plus généraux, voir Climat de l'Occitanie et Climat du Gard.
En 2010, le climat de la commune est de type climat méditerranéen franc, selon une étude s'appuyant sur une série de données couvrant la période 1971-2000. En 2020, Météo-France publie une typologie des climats de la France métropolitaine dans laquelle la commune est exposée à un climat méditerranéen et est dans la région climatique Provence, Languedoc-Roussillon, caractérisée par une pluviométrie faible en été, un très bon ensoleillement (2 600 h/an), un été chaud (21,5 °C), un air très sec en été, sec en toutes saisons, des vents forts (fréquence de 40 à 50 % de vents > 5 m/s) et peu de brouillards.
Pour la période 1971-2000, la température annuelle moyenne est de 13,4 °C, avec une amplitude thermique annuelle de 17,6 °C. Le cumul annuel moyen de précipitations est de 894 mm, avec 6,6 jours de précipitations en janvier et 3,3 jours en juillet. Pour la période 1991-2020, la température moyenne annuelle observée sur la station météorologique la plus proche, située sur la commune de Cavillargues à 9 km à vol d'oiseau, est de 14,1 °C et le cumul annuel moyen de précipitations est de 845,8 mm,. Pour l'avenir, les paramètres climatiques de la commune estimés pour 2050 selon différents scénarios d'émission de gaz à effet de serre sont consultables sur un site dédié publié par Météo-France en novembre 2022.

### Milieux naturels et biodiversité

#### Réseau Natura 2000

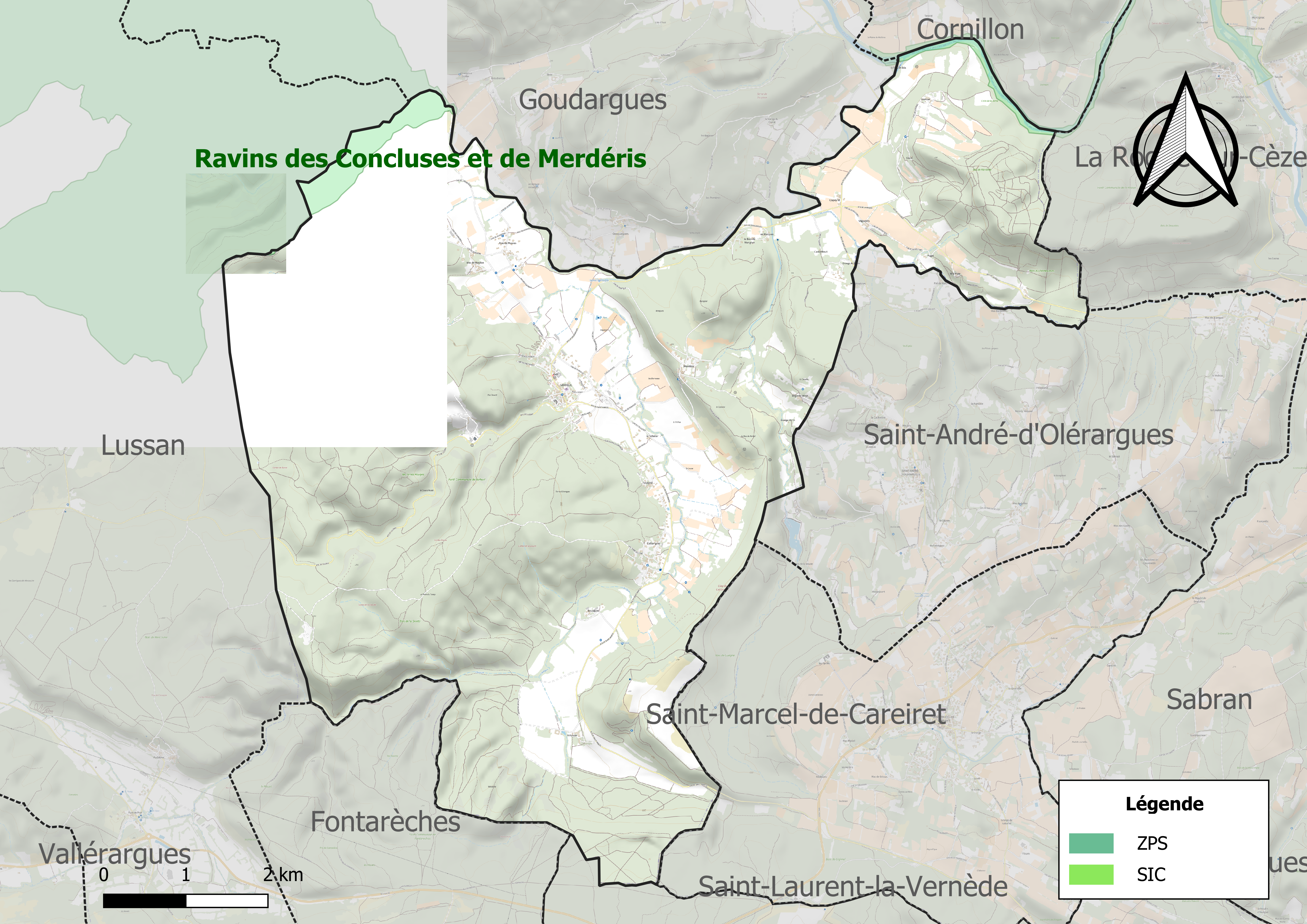
Site Natura 2000 sur le territoire communal.

Le réseau Natura 2000 est un réseau écologique européen de sites naturels d'intérêt écologique élaboré à partir des directives habitats et oiseaux, constitué de zones spéciales de conservation (ZSC) et de zones de protection spéciale (ZPS).
Un site Natura 2000 a été défini sur la commune au titre de la directive habitats :
- « la Cèze et ses gorges », d'une superficie de 3 550 ha, un territoire dont les principaux habitats naturels sont des formations méditerranéennes (Asplenion, Quercion ilicis) dans les gorges, avec notamment des descentes remarquables d'espèces montagnardes[9]

et un au titre de la directive oiseaux : 
- les « garrigues de Lussan », d'une superficie de 29 150 ha. Ce site abritait en 1999 un site de nidfication d'un couple de vautour percnoptère. Ce site constitue  un lien essentiel dans la petite population méditerranéenne résiduelle du Sud-Est de la France (comprenant une vingtaine de couples seulement), situé entre les noyaux d'Ardèche et Drôme-Isère, au nord, des gorges du Gardon, au sud, du Lubéron et des Alpilles, à l'est, du haut montpelliérais et des Gorges Tarn-Jonte[10].

#### Zones naturelles d'intérêt écologique, faunistique et floristique
L’inventaire des zones naturelles d'intérêt écologique, faunistique et floristique (ZNIEFF) a pour objectif de réaliser une couverture des zones les plus intéressantes sur le plan écologique, essentiellement dans la perspective d’améliorer la connaissance du patrimoine naturel national et de fournir aux différents décideurs un outil d’aide à la prise en compte de l’environnement dans l’aménagement du territoire.
Deux ZNIEFF de type 1 sont recensées sur la commune :
les « ravins des Concluses et de Merdéris » (1 023 ha), couvrant 3 communes du département, et 
la « rivière de la Cèze en amont de la Roque-sur-Cèze » (96 ha), couvrant 5 communes du département
et deux ZNIEFF de type 2, : 
- le « plateau de Lussan et Massifs Boisés » (37 159 ha), couvrant 40 communes du département[14] ;
- la « vallée aval de la Cèze » (532 ha), couvrant 14 communes du département[15].

## Urbanisme

### Typologie
Au 1er janvier 2024, Verfeuil est catégorisée commune rurale à habitat dispersé, selon la nouvelle grille communale de densité à sept niveaux définie par l'Insee en 2022.
Elle est située hors unité urbaine. Par ailleurs la commune fait partie de l'aire d'attraction de Bagnols-sur-Cèze, dont elle est une commune de la couronne,. Cette aire, qui regroupe 30 communes, est catégorisée dans les aires de moins de 50 000 habitants,.

### Occupation des sols
L'occupation des sols de la commune, telle qu'elle ressort de la base de données européenne d’occupation biophysique des sols Corine Land Cover (CLC), est marquée par l'importance des forêts et milieux semi-naturels (72,5 % en 2018), une proportion identique à celle de 1990 (72,5 %). La répartition détaillée en 2018 est la suivante : 
forêts (69,5 %), cultures permanentes (14,1 %), zones agricoles hétérogènes (13,5 %), milieux à végétation arbustive et/ou herbacée (3 %). L'évolution de l’occupation des sols de la commune et de ses infrastructures peut être observée sur les différentes représentations cartographiques du territoire : la carte de Cassini (XVIIIe siècle), la carte d'état-major (1820-1866) et les cartes ou photos aériennes de l'IGN pour la période actuelle (1950 à aujourd'hui).

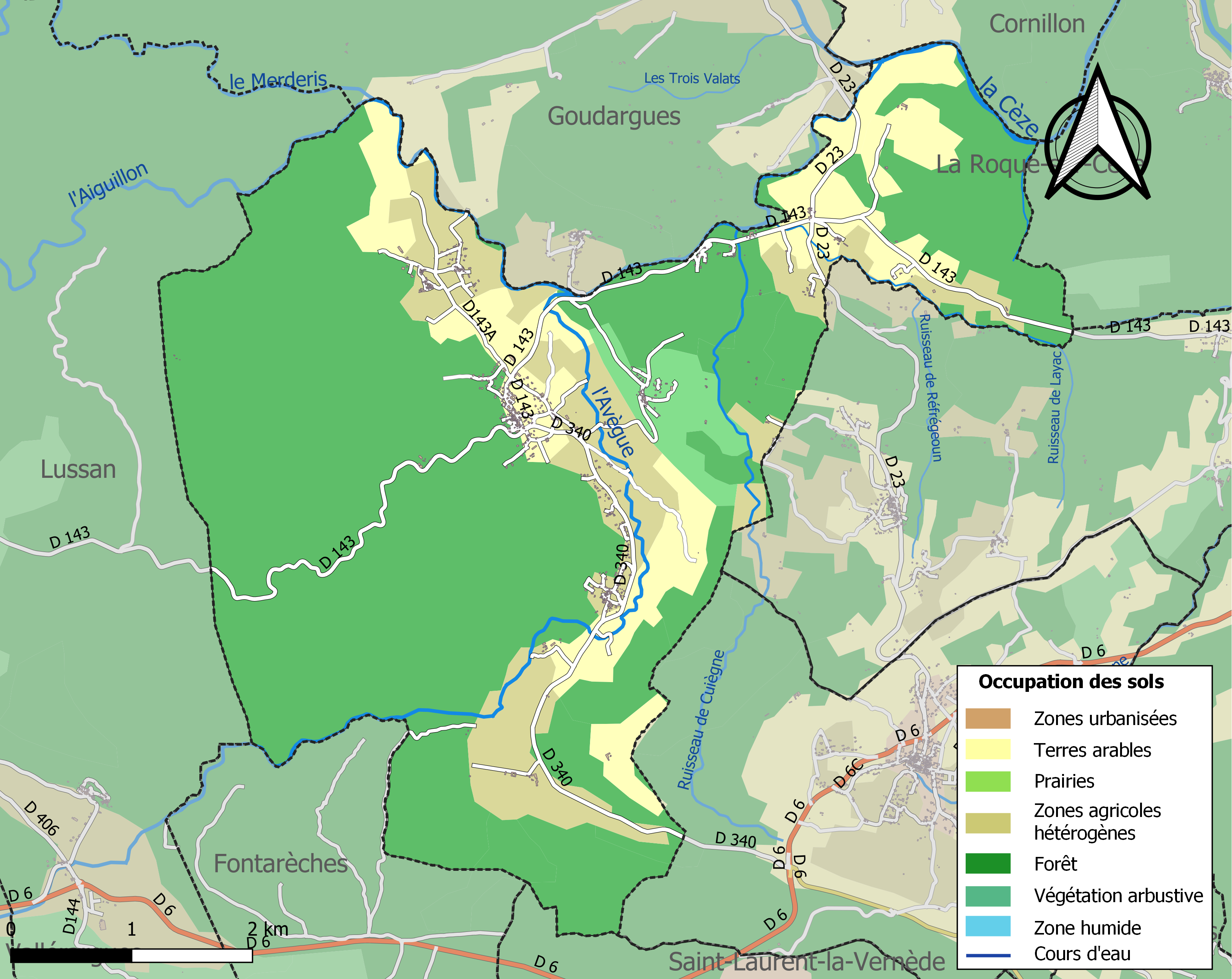
Carte des infrastructures et de l'occupation des sols de la commune en 2018 (CLC).

### Risques majeurs
Le territoire de la commune de Verfeuil est vulnérable à différents aléas naturels : météorologiques (tempête, orage, neige, grand froid, canicule ou sécheresse), inondations, feux de forêts et séisme (sismicité modérée). Il est également exposé à un risque technologique, la rupture d'un barrage. Un site publié par le BRGM permet d'évaluer simplement et rapidement les risques d'un bien localisé soit par son adresse soit par le numéro de sa parcelle.

#### Risques naturels
Certaines parties du territoire communal sont susceptibles d’être affectées par le risque d’inondation par débordement de cours d'eau et par une crue torrentielle ou à montée rapide de cours d'eau, notamment la Cèze, l'Aiguillon, le Merderis et l'Avègue. La commune a été reconnue en état de catastrophe naturelle au titre des dommages causés par les inondations et coulées de boue survenues en 1982, 1983, 1988, 1993, 1994, 1997 et 2002,.

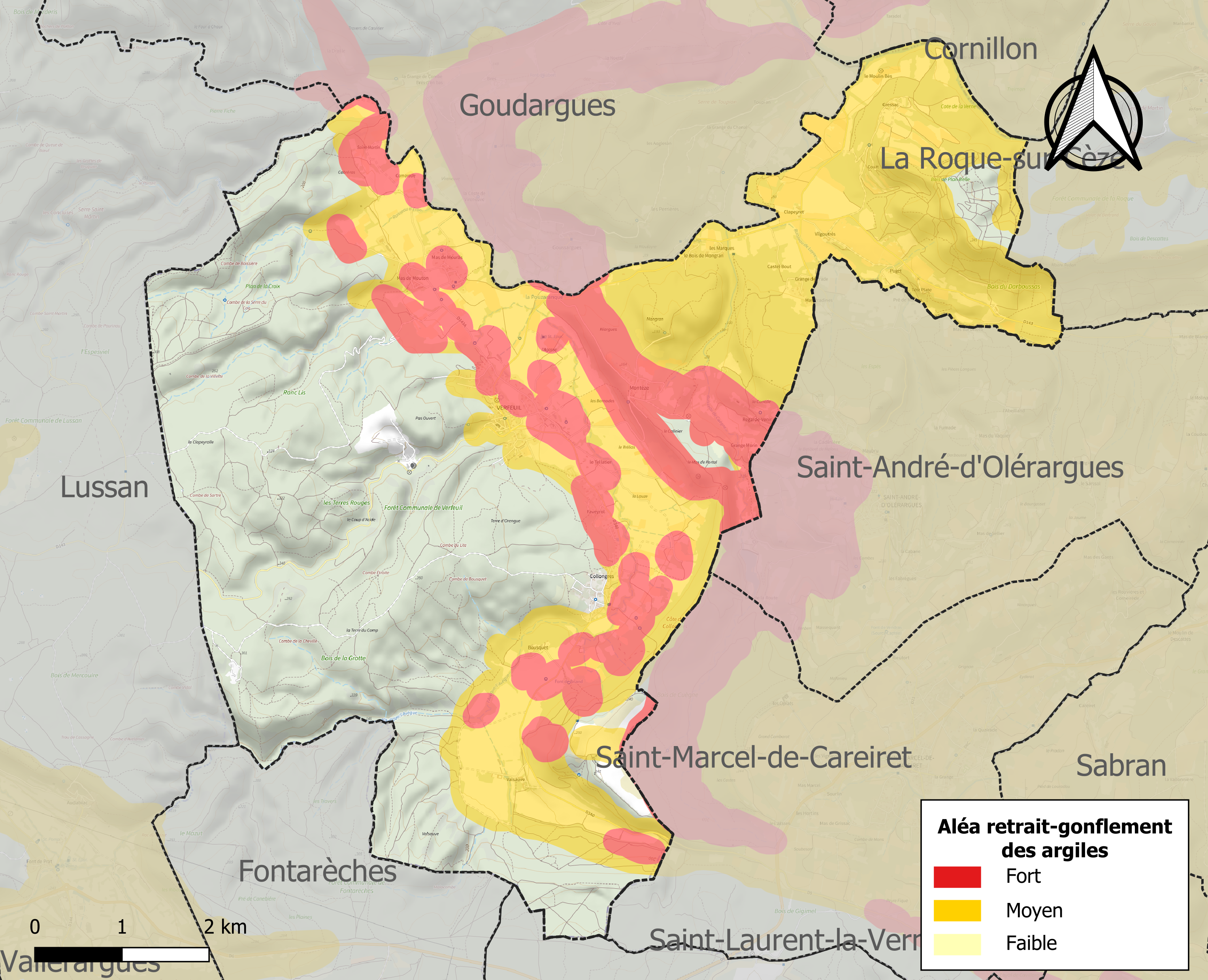
Carte des zones d'aléa retrait-gonflement des sols argileux de Verfeuil.

Le retrait-gonflement des sols argileux est susceptible d'engendrer des dommages importants aux bâtiments en cas d’alternance de périodes de sécheresse et de pluie. 51,5 % de la superficie communale est en aléa moyen ou fort (67,5 % au niveau départemental et 48,5 % au niveau national). Sur les 363 bâtiments dénombrés sur la commune en 2019, 334 sont en aléa moyen ou fort, soit 92 %, à comparer aux 90 % au niveau départemental et 54 % au niveau national. Une cartographie de l'exposition du territoire national au retrait gonflement des sols argileux est disponible sur le site du BRGM,.
Par ailleurs, afin de mieux appréhender le risque d’affaissement de terrain, l'inventaire national des cavités souterraines permet de localiser celles situées sur la commune.
Concernant les mouvements de terrains, la commune a été reconnue en état de catastrophe naturelle au titre des dommages causés par la sécheresse en 2018 et 2019 et par des mouvements de terrain en 1983.

#### Risques technologiques
La commune est en outre située en aval du barrage de Sénéchas, un ouvrage de classe A doté d'un PPI. À ce titre elle est susceptible d’être touchée par l’onde de submersion consécutive à la rupture de cet ouvrage.

## Histoire
Castrum de Viridi-Folio en 1211 ; Locus de Viridi-Folio en 1384.
Verfeuil est une paroisse du doyenné de Saint-Marcel-de-Careiret, succursale érigée par décret du 17 prairial an XIII (soit le 6 juin 1805) ; sa population, toute catholique, est de 711 âmes en 1805.
La paroisse avait naguère deux églises :
- l'une, toute petite, dans l'intérieur du village, solidement bâtie, du titre de Saint-Marc, qui servait pour les offices de la semaine et l'administration des sacrements ;
- l'autre, à 500 pas du village, auprès du cimetière, en style roman du XIIe siècle, mais ne remontant qu'à 1613, époque où elle fut relevée des ruines que les protestants y avaient faites ; cette église, qui était proprement l'église paroissiale, était peu solide, elle a été abattue, ses matériaux ont servi à la reconstruction d'un édifice plus convenable, qui a été livré au culte en 1875.

13 juillet 2021, le presbytère et un grand nombre de maisons du village furent incendiés par les camisards, en février et en mars 1703.

## Héraldique
| Blason de Verfeuil | Blason  | De vair au pal losangé d'argent et de sable.     |
| Blason de Verfeuil | Détails | Le statut officiel du blason reste à déterminer. |

## Politique et administration
| Période    | Période   | Identité          | Étiquette | Qualité                                            |
| ---------- | --------- | ----------------- | --------- | -------------------------------------------------- |
| avant 1981 | ?         | Jean Marcel       | MRG       | Conseiller général du canton de Lussan (1979-1994) |
| mars 2001  | mars 2006 | Francis Robert    |           |                                                    |
| mars 2006  | mars 2008 | André Frach       |           |                                                    |
| mars 2008  | En cours  | Joëlle Champetier | SE        | Employée                                           |

## Démographie
L'évolution du nombre d'habitants est connue à travers les recensements de la population effectués dans la commune depuis 1793. Pour les communes de moins de 10 000 habitants, une enquête de recensement portant sur toute la population est réalisée tous les cinq ans, les populations de référence des années intermédiaires étant quant à elles estimées par interpolation ou extrapolation. Pour la commune, le premier recensement exhaustif entrant dans le cadre du nouveau dispositif a été réalisé en 2007.

En 2022, la commune comptait 594 habitants, en évolution de −2,3 % par rapport à 2016 (Gard : +2,97 %, France hors Mayotte : +2,11 %).
| 1793 | 1800 | 1806 | 1821 | 1831 | 1836 | 1841 | 1846 | 1851 |
| ---- | ---- | ---- | ---- | ---- | ---- | ---- | ---- | ---- |
| 593  | 476  | 460  | 622  | 781  | 776  | 790  | 782  | 749  |

| 1856 | 1861 | 1866 | 1872 | 1876 | 1881 | 1886 | 1891 | 1896 |
| ---- | ---- | ---- | ---- | ---- | ---- | ---- | ---- | ---- |
| 774  | 721  | 704  | 722  | 711  | 685  | 628  | 641  | 571  |

| 1901 | 1906 | 1911 | 1921 | 1926 | 1931 | 1936 | 1946 | 1954 |
| ---- | ---- | ---- | ---- | ---- | ---- | ---- | ---- | ---- |
| 530  | 512  | 504  | 411  | 402  | 345  | 334  | 334  | 344  |

| 1962 | 1968 | 1975 | 1982 | 1990 | 1999 | 2006 | 2007 | 2012 |
| ---- | ---- | ---- | ---- | ---- | ---- | ---- | ---- | ---- |
| 351  | 342  | 365  | 377  | 460  | 452  | 518  | 527  | 602  |

| 2017 | 2022 | - | - | - | - | - | - | - |
| ---- | ---- | - | - | - | - | - | - | - |
| 600  | 594  | - | - | - | - | - | - | - |

## Économie

### Revenus
En 2018  (données Insee publiées en septembre 2021), la commune compte 249 ménages fiscaux, regroupant 577 personnes. La médiane du revenu disponible par unité de consommation est de 21 290 € (20 020 € dans le département).

### Emploi
|                | 2008   | 2013  | 2018  |
| -------------- | ------ | ----- | ----- |
| Commune        | 7,6 %  | 5,5 % | 6,8 % |
| Département    | 10,6 % | 12 %  | 12 %  |
| France entière | 8,3 %  | 10 %  | 10 %  |

En 2018, la population âgée de 15 à 64 ans s'élève à 357 personnes, parmi lesquelles on compte 76,7 % d'actifs (69,9 % ayant un emploi et 6,8 % de chômeurs) et 23,3 % d'inactifs,. Depuis 2008, le taux de chômage communal (au sens du recensement) des 15-64 ans est inférieur à celui de la France et du département.
La commune fait partie de la couronne de l'aire d'attraction de Bagnols-sur-Cèze, du fait qu'au moins 15 % des actifs travaillent dans le pôle,. Elle compte 181 emplois en 2018, contre 209 en 2013 et 187 en 2008. Le nombre d'actifs ayant un emploi résidant dans la commune est de 254, soit un indicateur de concentration d'emploi de 71,3 % et un taux d'activité parmi les 15 ans ou plus de 55,7 %.
Sur ces 254 actifs de 15 ans ou plus ayant un emploi, 82 travaillent dans la commune, soit 32 % des habitants. Pour se rendre au travail, 83,7 % des habitants utilisent un véhicule personnel ou de fonction à quatre roues, 2,4 % les transports en commun, 5,6 % s'y rendent en deux-roues, à vélo ou à pied et 8,3 % n'ont pas besoin de transport (travail au domicile).

### Activités hors agriculture

#### Secteurs d'activités
59 établissements sont implantés  à Verfeuil au 31 décembre 2019. Le tableau ci-dessous en détaille le nombre par secteur d'activité et compare les ratios avec ceux du département,.
| Secteur d'activité                                                                                        | Commune | Commune | Département |
| Secteur d'activité                                                                                        | Nombre  | %       | %           |
| --- | ------- | ------- | ----------- |
| Ensemble                                                                                                  | 59      | 100 %   | (100 %)     |
| Industrie manufacturière, industries extractives et autres                                                | 7       | 11,9 %  | (7,9 %)     |
| Construction                                                                                              | 18      | 30,5 %  | (15,5 %)    |
| Commerce de gros et de détail, transports, hébergement et restauration                                    | 8       | 13,6 %  | (30 %)      |
| Information et communication                                                                              | 1       | 1,7 %   | (2,2 %)     |
| Activités financières et d'assurance                                                                      | 1       | 1,7 %   | (3 %)       |
| Activités immobilières                                                                                    | 1       | 1,7 %   | (4,1 %)     |
| Activités spécialisées, scientifiques et techniques et activités de services administratifs et de soutien | 14      | 23,7 %  | (14,9 %)    |
| Administration publique, enseignement, santé humaine et action sociale                                    | 3       | 5,1 %   | (13,5 %)    |
| Autres activités de services                                                                              | 6       | 10,2 %  | (8,8 %)     |

Le secteur de la construction est prépondérant sur la commune puisqu'il représente 30,5 % du nombre total d'établissements de la commune (18 sur les 59 entreprises implantées  à Verfeuil), contre 15,5 % au niveau départemental.

#### Entreprises et commerces
Les cinq entreprises ayant leur siège social sur le territoire communal qui génèrent le plus de chiffre d'affaires en 2020 sont : 
- Robert Travaux Publics - TPCR, construction de routes et autoroutes (11 005 k€)
- Robert Carrieres & Industries - RCM, exploitation de gravières et sablières, extraction d'argiles et de kaolin (3 613 k€)
- Robert Minage Travaux Speciaux, forages et sondages (3 301 k€)
- SARL Societe D'enrobage De L'uzege - Seu, fabrication d'autres produits chimiques organiques de base (3 049 k€)
- La Maison D'anna, hébergement touristique et autre hébergement de courte durée (17 k€)

### Agriculture
La commune est dans les Garrigues, une petite région agricole occupant le centre du département du Gard. En 2020, l'orientation technico-économique de l'agriculture  sur la commune est la polyculture et/ou le polyélevage. 
|               | 1988 | 2000 | 2010 | 2020 |
| ------------- | ---- | ---- | ---- | ---- |
| Exploitations | 38   | 29   | 24   | 16   |
| SAU (ha)      | 515  | 760  | 563  | 497  |

Le nombre d'exploitations agricoles en activité et ayant leur siège dans la commune est passé de 38 lors du recensement agricole de 1988  à 29 en 2000 puis à 24 en 2010 et enfin à 16 en 2020, soit une baisse de 58 % en 32 ans. Le même mouvement est observé à l'échelle du département qui a perdu pendant cette période 61 % de ses exploitations,. La surface agricole utilisée sur la commune a également diminué, passant de 515 ha en 1988 à 497 ha en 2020. Parallèlement la surface agricole utilisée moyenne par exploitation a augmenté, passant de 14 à 31 ha.

## Culture locale et patrimoine

### Lieux et monuments
- Verfeuil était la plus vaste commune de l'ancien canton de Lussan, après Lussan.
- Église Saint-Théodorit de Verfeuil. Saint Théodorit, Prêtre et martyr à Antioche (✝ 362)
- Hameaux et lieux-dits :
  - Montèze ;
  - Colongres ;
  - Valsauve ;
  - Faveyrol ;
  - Mas mouton ;
  - Mas mouras.
  - Castelbout